# Oliver Setzinger
Oliver Setzinger (Horn, 11 luglio 1983) è un hockeista su ghiaccio austriaco.

## Carriera
Nel corso della sua carriera ha indossato le maglie di Ilves Tampere (1999-2002), EHC Black Wings Linz (2001/02), Vienna Capitals (2002/03, 2005-2007), Lahti Pelicans (2002-2004), HPK (2003-2005), Milwaukee Admirals (2007/08), SCL Tigers (2008-2010), HC Davos (2009/10), Lausanne HC (2010/11, 2011-2014), Genève-Servette HC (2010/11), CSM Dunărea Galați (2014/15), EC KAC (2014-2016) e Graz 99ers (dal 2016).
Con la nazionale austriaca ha preso parte a due edizioni dei Giochi olimpici invernali (2002 e 2014) e a numerose edizioni dei campionati mondiali.